# Borrelia
Borreliile (Borrelia) sunt un gen de bacterii gramnegative helicale (spiralate) din familia spirochetacee (Spirochaetaceae), agenți patogeni ai boreliozelor. Borreliile sunt spirochete groase, care au forma unei spirale (2-20 microni lungime și 0,2-0,5 microni lățime ), cu 3-10 spire laxe și neregulate la extremitate, foarte flexibile, prezentând des duble inflexiuni sau așezându-se în ghem. Uneori, în sângele bolnavilor apar și forme granulare. În forma uzuală, în sânge și în preparatele proaspete, sunt foarte mobile, cu mișcări de înșurubare și oscilație, datorită a 7-20 de flageli periplasmatici (endoflageli). Membrana citoplasmică și complexul peretelui celular sunt acoperite de membrana externă și de un înveliș de suprafață. Se colorează ușor cu fucsină diluată, violet de gențiană diluat sau, mai bine, cu colorație Giemsa. Borreliile sunt pretențioase nutritiv, microaerofile, chemoorganotrofe, și se cultivă cu dificultate pe medii artificiale, dar cresc bogat pe oul embrionat. Infecția experimentală se realizează ușor la șoareci, șobolani, hamsteri și maimuțe. Sunt menținute în natură printr-un ciclu care implică animale sălbatice sau omul și artropode hematofage (căpușe, păduchi). Borreliile rezistă la +4°C, aproape 3 săptămâni și peste 2 ani la —70°C. Sunt distruse rapid în 30 minute la +46°C. Sunt aglutinate și lizate de seruri specifice (serul convalescenților). Speciile din genul Borrelia sunt foarte sensibile la tetracicline, dar și la penicilină, cloramfenicol, ca și la compuși arsenicali. Borreliile provoacă la om, mamifere și păsări infecții, numite borelioze. Cele mai cunoscute borelioze sunt: febra recurentă de păduche, determinată de Borrelia recurrentis și transmisă la om de păduchele de corp; febra recurentă de căpușe determinată de alte specii de Borrelia (Borrelia caucasica, Borrelia duttonii, Borrelia hispanica, Borrelia persica, Borrelia harveyi, Borrelia hermsii, Borrelia venezuelensis, Borrelia mazzottii, Borrelia parkeri, Borrelia turicatae, Borrelia crocidurae), transmisă la om de căpușele din genul Ornithodoros; boala Lyme determinată de Borrelia burgdorferi, transmisă la om, câine, pisică și alte specii de animale domestice și sălbatice de căpușele din genul Ixodidae. Spirocercoza aviară (borelioza aviară) întâlnită la mai multe specii de păsări, este produsă de Borrelia anserina, fiind transmisă de căpușule din genul Argas (Argas persicus), Ixodes (Ixodes ricinus) și Dermanyssus (Dermanyssus gallinae). Speciile din genul Borrelia, nu diferă între ele antigenic și produc același tip de boală la om, singura particularitate fiind aceea de a infecta preferențial anumiți vectori (păduchele sau căpușe din genul Ornithodoros). Borreliile au fost numite în cinstea bacteriologului francez Amédée Borrel (1867-1936).

## Specii

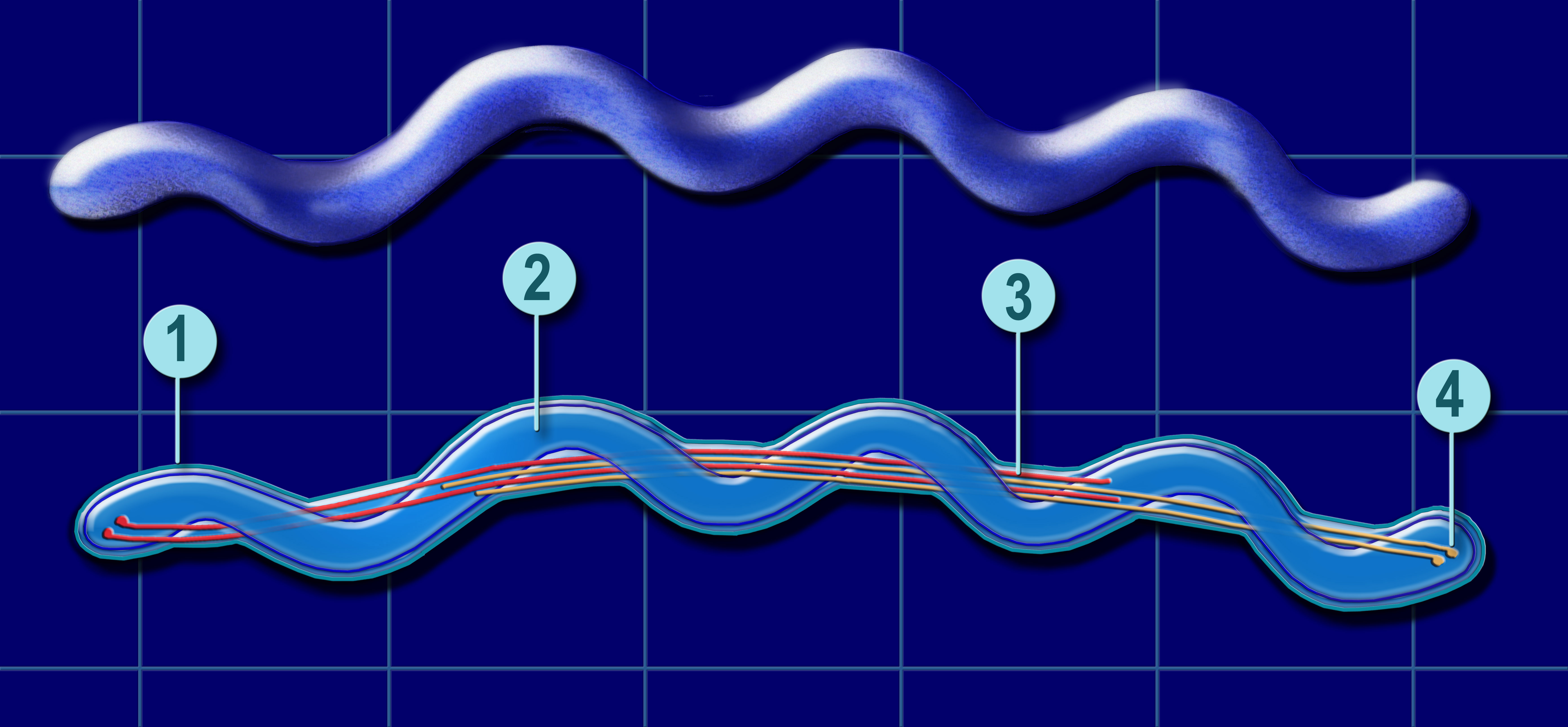
Reprezentare schematică a unei borrelii: 1) învelișul bacteriei; 2) citoplasmă; 3) endoflagel; 4) punctul de atașare al endoflagelului.

- Borrelia afzelii Canica et al. 1994
- Borrelia americana Rudenko et al. 2010
- Borrelia andersonii Marconi et al. 1995
- Borrelia anserina (Sakharoff 1891) Bergey et al. 1925
- Borrelia baltazardii (ex Karimi et al. 1979) Karimi et al. 1983
- Borrelia bavariensis Margos et al. 2009
- Borrelia bissettii Postic et al. 1998
- Borrelia brasiliensis Davis 1952
- Borrelia burgdorferi Johnson et al. 1984 emend. Baranton et al. 1992
- Borrelia californiensis Postic et al. 2007
- Borrelia carolinensis Rudenko et al. 2011
- Borrelia caucasica (Kandelaki 1945) Davis 1957
- Borrelia coriaceae Johnson et al. 1987
- Borrelia crocidurae (Leger 1917) Davis 1957
- Borrelia dugesii (Mazzotti 1949) Davis 1957
- Borrelia duttonii (Novy and Knapp 1906) Bergey et al. 1925
- Borrelia garinii Baranton et al. 1992
- Borrelia graingeri (Heisch 1953) Davis 1957
- Borrelia harveyi (Garnham 1947) Davis 1948
- Borrelia hermsii (Davis 1942) Steinhaus 1946
- Borrelia hispanica (de Buen 1926) Steinhaus 1946
- Borrelia japonica Kawabata et al. 1994
- Borrelia kurtenbachii Margos et al. 2010
- Borrelia latyschewii (Sofiev 1941) Davis 1948
- Borrelia lonestari Barbour et al. 1996
- Borrelia lusitaniae Le Fleche et al. 1997
- Borrelia mazzottii Davis 1956
- Borrelia merionesi Hougen 1974
- Borrelia microti
- Borrelia miyamotoi Fukunaga et al. 1995
- Borrelia parkeri (Davis 1942) Steinhaus 1946
- Borrelia persica (Dschunkowsky 1913) Steinhaus 1946
- Borrelia queenslandica PopeJG et al. 1962
- Borrelia recurrentis (Lebert 1874) Bergey et al. 1925
- Borrelia sinica Masuzawa et al. 2001
- Borrelia spielmanii Richter et al. 2006
- Borrelia tanukii Fukunaga et al. 1997
- Borrelia theileri (Laveran 1903) Bergey et al. 1925
- Borrelia tillae Zumpt and Organ 1961
- Borrelia turcica Güner et al. 2004
- Borrelia turdi Fukunaga et al. 1997
- Borrelia turicatae (Brumpt 1933) Steinhaus 1946
- Borrelia valaisiana Wang et al. 1997
- Borrelia venezuelensis (Brumpt 1921) Brumpt 1922
- Borrelia vincentii
- Borrelia texasensis Lin et al. 2005